# Franco Mariano
Franco Mariano, född 22 augusti 1922 i Rom, Italien, död 29 mars 1998 i Farsta, var en svensk skådespelare.

## Filmografi
- 1954 – Två sköna juveler
- 1955 – Stampen
- 1957 – Vägen genom Skå
- 1971 – Familjen Ekbladh (TV-serie)
- 1972 – Bröderna Malm (TV-serie)
- 1973 – Håll alla dörrar öppna
- 1985 – Falsk som vatten
- 1990–1991 – Storstad (TV-serie)
- 1994 – Rederiet (TV-serie)
- 1997 – Tic Tac

## Teater

### Roller (ej komplett)
| År   | Roll             | Produktion                                                                   | Regi             | Teater        |
| ---- | ---------------- | ---------------------------------------------------------------------------- | ---------------- | ------------- |
| 1954 | Fänriken         | Popperetten Bom Adolf Schütz, Paul Baudisch, Jules Sylvain och Gösta Rybrant | Nils Poppe       | Vasateatern   |
| 1959 | Polis            | My Fair Lady Frederick Loewe och Alan Jay Lerner                             | Sven Aage Larsen | Oscarsteatern |
| 1971 | Övrig funktionär | Modern Stanislaw Ignacy Witkiewicz                                           | Alf Sjöberg      | Dramaten      |

### Fotnoter
1. ↑  ”Franco Mariano”. Svensk Filmdatabas. http://sfi.se/sv/svensk-filmdatabas/Item/?type=PERSON&itemid=70014&iv=OVERVIEW. Läst 18 augusti 2012.
2. ↑  ”Popperetten Bom”. Musikverket. http://calmview.musikverk.se/CalmView/Record.aspx?src=CalmView.Performance&id=PERF14151&pos=468. Läst 6 maj 2016.
3. ↑  ”My Fair Lady”. Musikverket. http://calmview.musikverk.se/CalmView/Record.aspx?src=CalmView.Performance&id=PERF25012&pos=102. Läst 15 juni 2015.